# 道の駅はなやか（葉菜野花）小清水

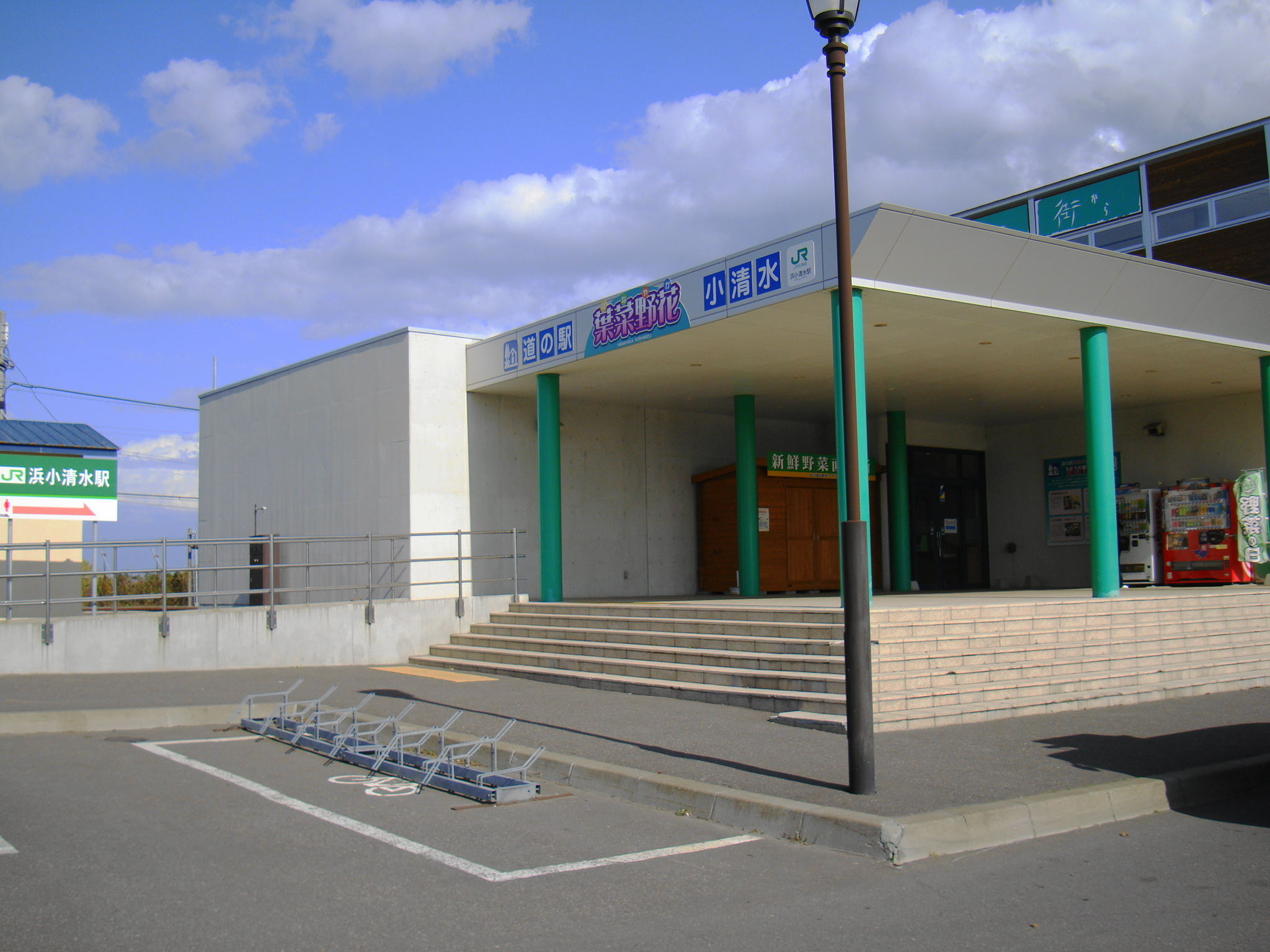
出入口（2009年10月）

道の駅はなやか（葉菜野花）小清水（みちのえき はなやかこしみず）は、北海道斜里郡小清水町にある国道244号の道の駅である。
建物は小清水町活性化センターとして、JR釧網本線浜小清水駅とも一体で整備されている。

## 主な施設
- 駐車場
  - 普通車：57台
  - 大型車：9台
  - 身障者用：2台
- トイレ（いずれも24時間利用可能）
  - 男：大 4器、小 6器
  - 女：6器
  - 身障者用：1器
- 公衆電話：1台
- 観光案内所
- 喫茶店「汽車ポッポ」 営業時間は、11:00 - 14:00
- セイコーマート 小清水道の駅店

## 休館日
- 1月1日

## アクセス
- 国道244号

## 周辺
- 小清水原生花園